# Galerija „Uramljene uspomene”
Galerija „Uramljene uspomene” u Kovačici, otvorena je za javnost početkom jula 2016. godine, kao zbirka slika rodonačelnika i drugih kovačičkih slikara naive.
Vlasnik zbirke i galerije je Jano Čeh, kolekcionar koji je ujedno bio veliki prijatelj i saradnik sa najpoznatijim kovačičkim slikarima. Sa razlogom ime zbirke opravdavaju umetnička dela Martina Jonaša, Jana Knjazovica i Zuzane Halupove, koja krase i ispunjavaju prostor veličine više od 85m².
U zbirci su zastupljeni i osnivač grupe slikara Martin Paluška, Jano Sokol, braća Jano i Ondrej Venjarski. Nisu izostavljeni ni poznati slikari iz Padine, među kojima su Mihal Povolni, Jano Husarik, Jan Bačur, kao i žene slikarke iz Kovačice Alžbeta Čižikova, Eva Husarikova, Zuzana Vereska, Ana Knjazovic i predstavnici druge generacije, Jano Glozik, Pavel Hajko, Pavel Cicka, Jano Žolnaj.

## Spoljašnje veze
- Zvanična prezentacija